# Lijst van onderscheidingen van de 19. Waffen-Grenadier-Division der SS (lettische Nr. 2)
Dit is een lijst van onderscheidingen van de 19. Waffen-Grenadier-Division der SS (lettische Nr. 2).

## Dragers van het Duits Kruis

### In goud
- Nikolajs Galdinš, Waffen-Sturmbannführer, SS Grenadiers-Regiment 42[1][2]
- Visvaldis Graumanis, Waffen-Obersturmführer, SS Grenadiers-Regiment 44[1][3]
- Voldemars Gravelis, Waffen-Sturmbannführer, SS Artillerie-Regiment 19[4]
- Rudolfs Kocins, SS-Obersturmbannführer, SS Grenadiers-Regiment 42[5][6]
- Hans Koop, SS-Sturmbannführer[7]
- Karlis Musins, Waffen-Untersturmführer, SS Grenadiers-Regiment 42[8]
- Janis Pikelis, Waffen-Hauptscharführer[9]
- Gustavs Praudins, Waffen-Hauptsturmführer, SS Grenadiers-Regiment 44[10][11]
- Reinholds Voldemars, Waffen-Sturmbannführer, SS Grenadiers-Regiment 42[10][12]
- Walter Scheithauer, SS-Obersturmführer[13][14]
- Georgs Seibelis, Waffen-Hauptsturmführer, SS Grenadiers-Regiment 42[13][15]
- Paulis Sprincis, SS-Obersturmführer der Reserve, SS Füssiliers-Batallion 19[16]
- Eduards Stipnieks, Waffen-Sturmbannführer, SS Grenadiers-Regiment 43[13][17]
- Miervaldis Ziedainis, Waffen-Obersturmführer, SS Grenadiers-Regiment 43[18]

### In zilver
- Hermann Lüdke, SS-Sturmbannführer[19]

## Dragers van de Erebladgesp
- Jànis-Alfreds Bèrzins, Waffen-Obersturmführer, SS Grenadiers-Regiment 42[20][21]
- Augusts Biters, Waffen-Untersturmführer, SS Grenadiers-Regiment 44[22][21][23]
- Jânis Dzenis, Waffen-Oberscharführer, SS Grenadiers-Regiment 43[24]
- Teodors Kalnájs, Waffen-Obersturmführer, SS Grenadiers-Regiment 44[25][21]
- Ernests Laumanis, Waffen-Hauptsturmführer, SS Füssiliers-Batallion 19[26]
- Jânis Ozols, Waffen-Sturmbannführer, SS Artillerie-Regiment 19[27]
- Vilhelms Piterâns, Waffen-Untersturmführer, SS Grenadiers-Regiment 43[28]
- Gustavs Praudins, SS-Obersturmführer, SS Grenadiers-Regiment 44[11][21]

## Dragers van het Ridderkruis van het IJzeren Kruis
- Nikolajs Galdinš, Waffen-Obersturmbannführer, SS Grenadiers-Regiment 42[2][29]
- Miervaldis Ādamsons, Waffen-Hauptsturmführer, SS Grenadiers-Regiment 44[30][31][32]
- Žanis Ansons, Waffen-Hauptscharführer der SS, SS Grenadiers-Regiment 44[33][31][34]
- Andrejs Roberts Freimanis, Waffen-Obersturmführer, SS Grenadiers-Regiment 44[35][36][37]
- Alfrēds Riekstinš, Waffen-Unterscharführer der Reserve der SS, SS Füsilier-Batallion 19[38][39][40]
- Roberts Ancāns, SS-Untersturmführer, SS Feldersatz-Batallion 19[41][42][43]
- Žanis Butkus, SS-Hauptsturmführer, SS Feldersatz-Batallion 19[44][45][46]
- Bruno Streckenbach, SS-Brigadeführer und Generalmajor der Waffen-SS[47][48]
- Voldemars Reinholds, Waffen-Sturmbannführer, Kommandeur, Waffen-Grenadier-Regiment der SS 43 (lett. Nr.2)[12][49][50][51][52]

### Met Eikenloof
- Bruno Streckenbach, SS-Gruppenführer und Generalleutnant der Waffen-SS[50][48]